# 鲁伯特姆氧化反应
鲁伯特姆氧化反应（Rubottom氧化），是硅烯醇醚被间氯过氧苯甲酸（mCPBA）氧化为硅基保护的α-羟基酮的反应。

## 反应机理
mCPBA将双键环氧化，然后发生分子内重排，生成两性离子3，最后氧原子亲核进攻硅得到产物。该反应是由酮制取α-羟基酮的一种方法。但副反应较多，产率较低（50%左右）。